# Teágenes (patrício)
Teágenes (em grego: Θεαγένης, fl. anos 470-480) foi um político grego ateniense do século V, ativo durante o segundo reinado do imperador bizantino Zenão (r. 476–491).

## Biografia
Nativo de Atenas, Teágenes pertencia a uma família rica e aristocrática que alegou descendência de Milcíades e Platão. Tinha uma esposa, Asclepigênia, que foi filha de Arquíadas e bisneta do filósofo neoplatônico Plutarco; eles tiveram um filho chamado Hégias. Teágenes foi uma figura proeminente tanto em Atenas como no império. Segundo uma alusão contida na Suda foi arconte em Atenas (Αθηναιος αρχων), porém devido a inexistência de outras inferências nas fontes do período os autores da Prosopografia do Império Romano Tardio consideram que a passagem se refere apenas ao arcontado e não ao ofício de governador provincial.
Também se sabe segundo o mesmo fragmento da Suda que Teágenes tornar-se-ia patrício e que ocupou uma das cadeiras do senado de Constantinopla com a posição de homem ilustre. Por ser muito rico, utilizou-se de sua fortuna para ajudar cidades e particulares em necessidade, inclusivo fornecendo assistência financeira a professores e doutores em Atenas. Teágenes foi um defensor da escola neoplatônica de Proclo, contudo, após a morte deste, entrou em conflito com os diretores da escola, pois utilizou-se do patrocínio dela para aumentar seu prestígio.
Fragmentos de um panegírico em papiro dedicado a Teágenes sobreviveu. Presumivelmente foi produzido por Pamprépio e, caso realmente o seja, foi finalizado antes de 476, quando Teágenes e Pamprépio tiveram uma violenta rusga e o último partiu de Atenas. Segundo Damáscio, Teágenes tinha bom caráter e era um orador eloquente, bem como estilizava-se como filósofo; os autores da Prosopografia consideram que esta afirmação alude mais ao seu estilo de vida do que suas consecuções intelectuais. Também é dito que ignorava a ambição dos políticos e cobiçava a admiração dos filósofos, porém esteve envolto de pseudo-filósofos que não eram nada além de parasitas.